# U 879
U 879 war ein U-Boot vom Typ IX C/40, das von der Kriegsmarine während des Zweiten Weltkriegs im Nordatlantik  eingesetzt wurde.

## Bau und Indienststellung
Die Deschimag AG Weser war bereits seit 1934 am Aufbau der deutschen U-Bootflotte beteiligt. Ursprünglich war die Werft für den Bau von Booten des großen und bei Dönitz wenig geschätzten Typs I A vorgesehen. Zusätzlich zu zwei Booten dieser Klasse wurden hier bis 1937 sechs Boote des kleineren Typs VII hergestellt. Ab Kriegsbeginn spezialisierte sich die Deschimag Werft auf die Herstellung von Booten des Typs IX, von denen sie bis Kriegsende 113 Stück an die Kriegsmarine auslieferte. Der für den Übersee-Einsatz konzipierte Typ IX C/40 war ein Zwei-Hüllenboot, das 76 m lang war und einen Durchmesser von 6,84 m hatte. Es erreichte bei Überwasserfahrt eine Geschwindigkeit von 18,3 kn und fuhr unter Wasser maximal 7,5 kn. Das Boot wurde am 19. April 1944 durch Kapitänleutnant Erwin Manchen in Dienst gestellt. Manchen war im Jahr 1936 in die Kriegsmarine eingetreten und hatte an der Marineschule Mürwik gedient. Seine U-Bootausbildung hatte er im Jahr 1943 absolviert und U 879 war sein erstes U-Bootkommando.

## Einsatz und Geschichte
U 879 war bis Januar 1945 der 4. U-Flottille unterstellt. In dieser Zeit unternahm Kommandant Manchen Ausbildungsfahrten in der Ostsee zum Einfahren des Bootes und zur Ausbildung der Besatzung.
Am 27. Januar 1945 lief das Boot von Kiel aus zu seiner ersten Unternehmung aus. Vier Tage später erreichte U 879 den deutschen Marinestützpunkt in Horten, wo Kommandant Manchen Testfahrten zur Erprobung des Schnorchels durchführen ließ. Am 12. Februar verließ das Boot Norwegen in Richtung der US-amerikanischen und kanadischen Atlantikküste. Zeitgleich liefen zwei weitere IX/C-Boote mit demselben Einsatzziel aus: U 866 und U 857. Solche koordinierten Angriffe der deutschen U-Boote auf nordamerikanische Gewässer werden unter dem Begriff Unternehmen Paukenschlag zusammengefasst, auch wenn die eigentliche namensgebende Unternehmung im Sommer 1942 abgeschlossen war. Die drei Paukenschlag-Boote waren angewiesen, tägliche Wettermeldungen abzugeben, was es der alliierten Funkaufklärung ermöglichte, ihren Weg über den Atlantik nachzuvollziehen.
Bis Ende April operierte Manchen mit seinem Boot unter anderem an der US-amerikanischen Ostküste und vor Cape Hatteras. Im selben Seegebiet patrouillierte gleichzeitig auch U 857 nach denselben taktischen Vorgaben. Es ist bis heute nicht geklärt, ob dieses Boot, oder U 879 für die in diese  Zeit fallende Beschädigung der Atlantic States (8.537 BRT) und der Katy (6.825) sowie die Versenkung der Belgian Airman (6.959 BRT) und der Swiftscout (8.300 BRT) verantwortlich ist.

### Versenkung
U 879 wurde am 30. April 1945 durch die US-amerikanischen Kriegsschiffe USS Natchez, USS Coffman, USS Bostwick und USS Thomas mit Wasserbomben versenkt. Die ursprüngliche Annahme, das Boot sei bereits am 19. April durch einen koordinierten Angriff der Zerstörer USS Buckley und USS Reuben James versenkt worden, gilt inzwischen als widerlegt. Bei der Versenkung von U 879 kamen alle 52 Besatzungsmitglieder ums Leben.